# Tina Carver
Tina Carver (n. 24 martie 1922 – d. 18 februarie 1982) a fost o actriță de film și fotomodel american, activă în anii 1950.

## Filmografie

### Filme de lung metraj
- The Man Who Turned to Stone (1957) ca Big Marge
- Chain of Evidence (1957) ca Claire Ramsey
- From Hell It Came (1957) ca Dr. Terry Mason
- Inside Detroit (1956) ca Joni Calvin
- Hell on Frisco Bay (1956) ca Bessie
- The Harder They Fall (1956) ca soția lui Nick
- Uranium Boom (1956) ca Gail Windsor
- A Cry in the Night (1956) ca Marie Holzapple
- A Bullet for Joey (1955) ca Fata contra

### Emisiuni TV
- Surfside 6 (1960) ca vedeta invitată
- Mr. Lucky (1960) ca vedeta invitată
- Bronco (1959) ca vedeta invitată
- The Thin Man (1958) ca doamna Tyson
- Perry Mason (1958) ca Sylvia Bain
- G.E. Theater (1954) ca Clarice Stokes